# Les Trésors du sixième sens
Les Trésors du sixième sens est un jeu télévisé français destiné à la jeunesse et présenté par Isabelle Desplantes. Le jeu est diffusé entre le 26 octobre 2003 et 2004[réf. souhaitée] sur Disney Channel France.
Le jeu se déroule dans un décor de château fort. Un homme en armure, surnommé "La Conserve", accompagne l'animatrice pour proposer les épreuves aux candidats.

## Règles du jeu
Dans ce jeu, une équipe d'enfants doivent réaliser des épreuves en rapport avec les cinq sens. En fonction de leurs réussites, ils peuvent acceder, avec un handicap plus ou moins important, à l'ultime épreuve où ils doivent utiliser leur intuition, appelé ici "sixième sens", pour trouver où se trouve le Trésor. Celui-ci est composé de jeux, de VHS, de Tee-shirts...

### Saison 1 (2003)
À compléter

### Saison 2 (2004)
Pour la deuxième saison, les règles du jeu changent un peu.
À compléter

## Spéciale animateurs de la chaîne
Le 31 décembre 2003[réf. souhaitée] est diffusée une émission spéciale avec des animateurs de la chaîne participant comme candidats. Parmi eux étaient présents les animateurs de Zapping Zone, émission emblématique de la chaîne à l'époque.